# 奥兰多·西罗拉
奥兰多·西罗拉（義大利語：Orlando Sirola，1928年4月30日—1995年11月13日），意大利男子网球运动员。他曾获得法国网球公开赛男子双打冠军。他也曾参加1963年地中海运动会。